# Museu Nacional de Praga
El Museu Nacional de Praga (en txec:Národní muzeum) és un dels principals museus de Praga. Ocupa un edifici neorenaixentista situat al capdamunt de la plaça de Venceslau, la principal de la ciutat. El seu vestíbul central serveix també de panteó dels grans txecs.

## Història
Es va fundar el 1818 com a Museu patriòtic de Bohèmia ( Vlastenecké muzeum v Čechách). El 1848 pren el nom de Museu txec ( České muzeum), de 1854 a 1919 el de Museu Real txec ( Muzeum Království českého). L'edifici ocupat pel museu és obra de Josef Schulz, l'arquitecte del Teatre nacional de Praga, construït en la mateixa època (1885 - 1890).
Des de fa 150 anys el museu domina la plaça de Venceslau i és un símbol ineludible de la cultura i la nació txeques. L'agost de 1968, després de la Primavera de Praga, la seva façana va ser danyada pels trets dels tancs de les unitats del Pacte de Varsòvia que havien envaït Praga i prenien posició al voltant dels estudis de la Ràdio Txecoslovaca, situats no lluny d'allà.